# Douglas da Silva Franklin
Douglas da Silva Franklin (Santos, 9 de setembro de 1949) é um ex-futebolista brasileiro que atuava atuou como centroavante e meio-campista.
É considerado um dos maiores jogadores da história do Esporte Clube Bahia pela torcida do clube.

## Carreira
Filho de um enfermeiro e fotógrafo com uma escriturária, deu os primeiros passos no AZ Negro, time de várzea em Santos. Aos 13 anos, chegou ao Santos levado pelo goleiro Manga. Já no infantil, atuou ao lado de Clodoaldo e Negreiros, antes de se juntar a Edu, Nenê, Fito e Picolé. Assinou o contrato profissional em 1967 e estreou em 15 de abril de 1968.
Fez o primeiro gol do Estádio Rei Pelé, na vitória do Santos sobre a Seleção Alagoana por 5–0 em 25 de outubro de 1970.
Entre 1967 e 1971, o meia-atacante marcou 75 gols com a camisa alvinegra. Em 1972, com mudanças no comando da equipe, resolveu deixar o Alvinegro praiano.
O América-RJ abriu-lhe as portas, mas enquanto treinava no clube, aguardando a assinatura do contrato, o Bahia enviou uma proposta para sua contratação. A passagem de avião que o levaria de São Paulo para o Rio de Janeiro já estava comprada, mas teve que ser cancelada. Era 13 de abril de 1972. Em vez de fazer a ponte aérea, Douglas embarcou para Salvador. O “avião samurai”, como era conhecido o modelo NAMC YS-11 da Vasp, que levaria o jogador de São Paulo para o Rio de Janeiro, se chocou com a serra da Maria Comprida e matou todos os 25 ocupantes.
Entre 1972 e 1980, tornou-se o segundo maior artilheiro da história do Bahia, com 211 gols (perdendo apenas para Carlito com 253). Foi um dos comandantes do heptacampeonato estadual entre 1973 e 1979 – maior sequência de títulos do futebol baiano.
Em 1980, foi emprestado à Portuguesa e na volta comprou seu passe.
Douglas teve também uma curta passagem (três meses) pelo maior rival do Bahia: o Vitória.
Douglas jogou futebol profissional até 1988.

## Pós-carreira e vida pessoal
Casado pela segunda vez, Douglas tem quatro filhos.
Além de participar do sindicato dos jogadores na Bahia, atua como olheiro de revelações para o futebol, treinando categorias de base, sua preferência.
Chegou a treinar em 2006 o Camaçari, na Bahia.
Também foi técnico do Barretos Esporte Clube.

## Títulos
Bahia
- Campeonato Baiano: 1973, 1974, 1975, 1976, 1977, 1978, 1979

Santos
- Campeonato Paulista: 1967[13], 1968, 1969
- Campeonato Brasileiro: 1968
- Recopa Intercontinental: 1968
- Supercopa Sul-Americana dos Campeões Intercontinentais: 1968
- Taça Cidade de São Paulo: 1970[14]